# АК-308
7,62 мм автомат Калашникова АК-308 разработан концерном «Калашников» под требования иностранных заказчиков, испытывающих потребность в мощном и надёжном ручном автоматическом оружии под патрон 7,62 × 51 мм НАТО (.308 Win) Входит в пятое поколение автоматов Калашникова, вместе с АК двухсотой серии, АК-12, и, частично, АК-РМО.

## История
В 2018-м году был показан первый вариант АК-308, созданный на базе автоматов Калашникова двухсотой серии, однако в том же 2018-м году был показан и второй, конечный вариант автомата, созданный на базе АК-12 в варианте 2016-го года. Создавая новое стрелковое оружие, разработчики рассматривали перспективы его продвижения на международном рынке. Потенциальными наиболее привлекательными покупателями для ижевского АК-308 могли бы стать Пакистан, Индия или Бразилия. В рамках работы форума «Армия-2018» именно представители Пакистана проявляли наибольшую активность в отношении новинки под патрон 7,62×51 мм (.308 Win).

## Особенности конструкции
Характерными особенностями этого автомата являются:
- цевьё вывешено на ствольной коробке и не касается ствола, накладка на газовой трубке жёстко крепится на цевье и не ограничивает колебаний ствола;
- газовая трубка стала несъёмной, для её чистки извлекается передняя заглушка;
- дульное устройство устанавливается на байонет вместо резьбы и может быть быстро заменён на тактический глушитель;
- крышка ствольной коробки для повышения жёсткости её крепления вставляется задней частью в пазы ствольной коробки и фиксируется поперечным штифтом в передней части;
- крышка ствольной коробки и цевье оснащены планками Пикатинни, которые сверху образуют единую линию, что обеспечивает удобную и повторяемую установку дневных и ночных прицелов различных типов;
- на цевье снизу имеется дополнительная планка Пикатинни для установки аксессуаров — передней рукояти, фонаря, лазерного указателя и т. п.; На ствольной накладке предусмотрена возможность установки боковых планок Пикатинни;
- мушка открытого прицела перенесена на газовый блок, апертурный целик устанавливается на планку Пикатинни максимально близко к прикладу, имеет возможность введения боковых поправок; возможна установка щелевого целика;
- предохранитель/переводчик режимов огня 6Ч63.Сб11 имеет 3 положения (предохранитель — АВ (автоматический огонь) — ОД (одиночные)), а также имеет дополнительную «полочку» под указательный палец, обеспечивающую более удобное переключение режимов огня без изменения хвата стреляющей руки. Конструктивно предохранитель отличается от предыдущих вариантов. Теперь, сам флажок предохранителя не взаимодействует с выштамповками, фиксирующими переводчик в режимах огня, а выполняет только функции пылезащитной шторки, блокировки движения затворной рамы. Педаль под указательный палец, имеющая форму дуги с центром кривизны ниже предохранителя и с насечкой уменьшающей вероятность соскальзывания пальца, является частью флажка. На флажке с внутренней стороны на две клёпки крепится пластинчатая пружина с выштамповкой, которая и фиксирует положения предохранителя;
- автомат оснащён складывающимся влево регулируемым по длине (4 позиции) прикладом из ударопрочного пластика. Проблемами нового приклада стал люфт в сложенном состоянии и уникальные QD-антабки;
- пистолетная рукоять 6Ч63.Сб18 сделана более эргономичной и оснащена футляром, в котором можно разместить электробатареи для прицелов или медикаменты;
- отсутствуют крепления шомпола, который сделан разборным и перенесён в пенал в пистолетной рукояти;
- под стволом возможна установка штык-ножа.

Отличиями от АК-12 (6П70), помимо прямо связанных с изменением калибра (изменение затвора, патронника, ствола и так далее) являются:
- Дульное устройство является щелевым пламегасителем дульным тормозом компенсатором;
- Положения предохранителя обозначены на английском;
- Магазины оригинальной конструкции, пластмассовые, без окон контроля количества патронов в магазине;
- Отсутствие прилива под установку подствольного гранатомёта;
- Фиксатор крышки ствольной коробки для перевода в закрытое положение поворачивается на 180, а не 90 градусов;
- Приклад усиленный в связи с увеличением отдачи металлической пластиной не имеет возможности установки щеки приклада.

Автомат получил обновления в 2020-м году, как и АК-12, АК-15.
Автомат получил новый магазин, функционально схожий с магазином 6Л23-01, но не имеющий флуоресцентных точек на подавателе.
В 2021-м году был показан вариант автомата с аналогичным АК-12СП предохранителем-переводчиком.